# ژان-کریستوف بت
ژان-کریستوف بت (انگلیسی: Jean-Christophe Bette؛ زادهٔ ۳ دسامبر ۱۹۷۷) قایقران روئینگ اهل فرانسه است.